# Max Layer
Maximilian Carl Layer (* 17. September 1866 in Graz; † 24. Jänner 1941 in Wien) war ein österreichischer Rechtswissenschaftler und Verfassungsrichter. Layer war ab 1903 zunächst als außerordentlicher und ab 1908 als ordentlicher Universitätsprofessor für Verwaltungs- und Verfassungsrecht an den Universitäten Wien und Graz tätig. Von 1924 bis 1930 war er zudem Mitglied des österreichischen Verfassungsgerichtshofs.

## Leben
Max Layer wurde am 17. September 1866 als Sohn des Rechtsanwalts August Layer in der steirischen Landeshauptstadt Graz geboren. An der Universität Graz absolvierte Layer das Studium der Rechtswissenschaften und wurde am 18. Juni 1889 zum Doktor der Rechtswissenschaften promoviert. Anschließend trat er in den Dienst der steiermärkischen k.u.k. Statthalterei ein. Zuletzt war er dort 1902 als k. k. Bezirkskommissär in Graz tätig. Im Jahr 1902 habilitierte sich Max Layer an der Universität Graz mit einer Habilitationsschrift mit dem Titel „Prinzipien des Enteignungsrechts“ und erhielt dadurch die Lehrbefugnis für die Fächer Verwaltungsrecht und Verwaltungslehre. Seine Habilitationsschrift veröffentlichte er noch im selben Jahr bei einem Leipziger Verlag, wodurch es im gesamten deutschsprachigen Raum zu großer Bekanntheit gelangte und noch Jahre später als „Grundlage der modernen Enteignungsdogmatik“ bezeichnet wurde.
1903 wurde Max Layer in weiterer Folge zum außerordentlichen Universitätsprofessor für Allgemeines und Österreichisches Staatsrecht, Verwaltungslehre und Österreichisches Verwaltungsrecht an der Rechtswissenschaftlichen Fakultät der Universität Wien berufen. Fünf Jahre später, im Jahr 1908, wurde Layer zum ordentlichen Universitätsprofessor und Lehrstuhlinhaber an der Universität Wien ernannt. Noch im selben Jahr allerdings erfolgte eine primo et unico-Berufung auf die Stelle als Ordinarius für Verfassungsrecht an der Universität Graz. Diesem Ruf zurück an seine Alma Mater folgte Max Layer und wurde damit Universitätsprofessor in Graz, was er bis zum Jahr 1928 blieb. In Graz wurde er in den Jahren 1912/13 sowie 1924/25 zweimal zum Dekan der rechtswissenschaftlichen Fakultät gewählt.
Zum Mitglied des Verfassungsgerichtshofs wurde Max Layer mit 3. Dezember 1924 vom Nationalrat ernannt. Im Jahr 1928 ereilte ihn ein weiteres Mal der Ruf an die Universität Wien, als er die Nachfolge des zuvor von Adolf Menzel vertretenen Lehrstuhls im öffentlichen Recht antrat. Die im Jahr 1929 durch eine Verfassungsnovelle eingeleitete sogenannte „Entpolitisierung“ des Verfassungsgerichtshofs führte zum erzwungenen Ausscheiden von Max Layer aus dem Verfassungsgerichtshof im Februar 1930. Im Zuge der Ausschaltung des Verfassungsgerichtshofs 1933/34 initiierte Max Layer einen Protest aller rechtswissenschaftlicher Fakultäten in Österreich gegen diese Maßnahme. Nachdem er sich zudem im Rahmen einer Abhandlung äußerst kritisch mit der Anwendung des Kriegswirtschaftlichen Ermächtigungsgesetzes durch die austrofaschistische Bundesregierung in den Jahren 1933 und 1934 geäußert hatte und diese Abhandlung in der deutschen Zeitschrift Verwaltungsarchiv (Ausgabe 38/1933) erschienen war, wurde Max Layer schließlich im Jahr 1933 unfreiwillig als Universitätsprofessor in den Ruhestand geschickt.
1934 wurde er trotz seines erzwungenen Ausscheidens an der Universität noch von der Österreichischen Akademie der Wissenschaften zum korrespondierenden, 1940 zum Wirklichen Mitglied gewählt. Ebenfalls im Jahr 1940 wurde Max Layer zum Ehrensenator der Universität Wien ernannt.